# Sphaerobambos hirsuta
Sphaerobambos hirsuta är en gräsart som beskrevs av Soejatmi Dransfield. Sphaerobambos hirsuta ingår i släktet Sphaerobambos och familjen gräs. Inga underarter finns listade i Catalogue of Life.